# Мелях, Дмитрий Николаевич
Дмитрий Николаевич Мелях (бел. Дзмітрый Мелях; род. 2 июля 1979 года в Минске) — белорусский пятиборец, двукратный чемпион мира (2008, 2010), чемпион Европы, участник трёх Олимпийских игр.

## Спортивная карьера
Впервые участвовал в летних Олимпийских играх 2004 года в Афинах, где добился своего лучшего результата в индивидуальном первенстве, со счётом 5340 очков финишировав в финале на пятом месте.
На летних Олимпийских игр 2008 года в Пекине занял 12 место.
На Олимпийских играх в Лондоне Мелях занял 30 место с результатом 5380 очков.
Закончил спортивную карьеру, став главным тренером спортивной команды пограничной службы.